# صراى (حبيش)

تعديل مصدري - تعديل

صراى محلة تابعة لقرية الحقيق، التابعة لعزلة بني الضاحتين بمديرية حبيش إحدى مديريات محافظة إب في الجمهورية اليمنية، بلغ تعداد سكانها 49 حسب تعداد اليمن لعام 2004.